# 李明雨
李明雨（韓語：이명우；1903年—？），又名“李铭牛”，朝鲜半岛早期电影摄影师、导演，是被誉为“韩国电影技术之父”李弼雨的弟弟:126-127:79。
1927年，李明雨首次在金海云执导的影片《命运》中担任摄影。之后，他又拍摄了《三个朋友》（1928年）、《呼啸吧！大海！》（1935年）、《蔷花莲花传》（1936年）、《五梦女》（1937年）、《授业料》（1940年）、《福地万里》（1941年）等24部电影。他导演的电影包括《春香传》（1935年）、《洪吉童传（后篇）》（1936年）、《被爱欺骗，为钱哭泣》（1939年），其中他与哥哥李弼雨合作制作的《春香传》（1935年）是朝鲜半岛首部有声电影。朝鲜战争期间，李明雨和导演朴基采被朝鲜人民军绑架、失踪。:128